# NGC 85
NGC 85 é uma galáxia lenticular (S0) localizada na direcção da constelação de Andromeda. Possui uma declinação de +22° 30' 44" e uma ascensão recta de 0 horas, 21 minutos e 25,5 segundos.
A galáxia NGC 85 foi descoberta em 15 de Novembro de 1873 por Ralph Copeland.